# 九龍巴士36M線
九龍巴士36M線是香港一條來往梨木樹及葵芳站的巴士路線，目前是全港最短的跨區專營巴士路線，全長只有3.6公里，服務葵青區及荃灣區，因為梨木樹邨在區域行政上隶屬荃灣區。

## 歷史
- 1979年12月31日：36M線投入服務，當時地下鐵路荃灣綫尚未通車，來往梨木樹及石硤尾站，途經青山公路及長沙灣道。
- 1982年5月16日：配合荃灣綫全綫通車，縮短至葵芳站，並降低全程車費。
- 1999年12月26日：增設空調巴士服務。
- 2000年6月11日：提升為全空調服務。
- 2004年1月17日：梨木樹邨巴士總站由梨樹路遷往梨木樹公共運輸交匯處。
- 2015年6月27日：增設到站時間預報。[1]

## 服務時間及班次
| 梨木樹開         | 梨木樹開    | 梨木樹開     | 葵芳站開         | 葵芳站開    | 葵芳站開     |
| 日期             | 服務時間    | 班次（分鐘） | 日期             | 服務時間    | 班次（分鐘） |
| ---------------- | ----------- | ------------ | ---------------- | ----------- | ------------ |
| 星期一至五       | 05:30-07:00 | 10           | 星期一至五       | 05:45-06:45 | 10           |
| 星期一至五       | 07:00-07:28 | 7            | 星期一至五       | 06:45-08:37 | 8            |
| 星期一至五       | 07:28-09:28 | 6            | 星期一至五       | 08:37-09:54 | 7            |
| 星期一至五       | 09:28-11:20 | 8            | 星期一至五       | 09:54-10:50 | 8            |
| 星期一至五       | 11:20-16:30 | 10           | 星期一至五       | 10:50-17:00 | 10           |
| 星期一至五       | 16:30-17:58 | 8            | 星期一至五       | 17:00-17:48 | 8            |
| 星期一至五       | 17:58-18:22 | 6            | 星期一至五       | 17:48-18:24 | 6            |
| 星期一至五       | 18:22-18:57 | 7            | 星期一至五       | 18:24-18:54 | 5            |
| 星期一至五       | 18:57-23:27 | 10           | 星期一至五       | 18:54-19:24 | 6            |
| 星期一至五       | 23:27-00:15 | 12           | 星期一至五       | 19:24-21:00 | 8            |
|                  |             |              | 星期一至五       | 21:00-00:00 | 9            |
| 00:00-00:30      | 10          |              | 星期一至五       |             |              |
| 星期六           | 05:30-07:00 | 10           | 星期六           | 05:45-06:45 | 10           |
| 星期六           | 07:00-07:56 | 7            | 星期六           | 06:45-08:37 | 8            |
| 星期六           | 07:56-09:50 | 6            | 星期六           | 08:37-10:22 | 7            |
| 星期六           | 09:50-16:30 | 8            | 星期六           | 10:22-16:30 | 8            |
| 星期六           | 16:30-18:30 | 6            | 星期六           | 16:30-19:00 | 6            |
| 星期六           | 18:30-19:05 | 7            | 星期六           | 19:00-21:40 | 8            |
| 星期六           | 19:05-00:15 | 10           | 星期六           | 21:40-00:30 | 10           |
| 星期日及公眾假期 | 05:30-12:00 | 10           | 星期日及公眾假期 | 05:45-12:25 | 10           |
| 星期日及公眾假期 | 12:00-14:40 | 8            | 星期日及公眾假期 | 12:25-15:05 | 8            |
| 星期日及公眾假期 | 14:40-16:30 | 10           | 星期日及公眾假期 | 15:05-16:45 | 10           |
| 星期日及公眾假期 | 16:30-17:50 | 8            | 星期日及公眾假期 | 16:45-17:34 | 7            |
| 星期日及公眾假期 | 17:50-18:25 | 7            | 星期日及公眾假期 | 17:34-19:50 | 8            |
| 星期日及公眾假期 | 18:25-19:45 | 8            | 星期日及公眾假期 | 19:50-00:30 | 10           |
| 星期日及公眾假期 | 19:45-00:15 | 10           |                  |             |              |

## 收費
全程：$4.8
| - 本線設有12歲以下小童及65歲或以上長者半價優惠。 - 65歲或以上香港居民使用「樂悠咭」，以及12歲以下合資格殘疾兒童使用「殘疾人士身份」個人八達通繳付車資，均可享有每程$2.0或半價（以較低者為準）的票價優惠；12至64歲合資格殘疾人士使用「殘疾人士身份」個人八達通（包括「樂悠咭」），以及60至64歲香港居民使用「樂悠咭」繳付車資，均可享有每程$2.0或全費（以較低者為準）的票價優惠。 - 65歲或以上長者如使用長者或一般個人八達通繳付車資，則只可享有半價優惠；12至64歲合資格殘疾人士如不使用「殘疾人士身份」個人八達通，以及60至64歲人士如不使用「樂悠咭」繳付車資，必須繳付全費。 - 乘客可以現金或八達通於上車時付款，不設找續。 - 每位成人乘客可免費攜帶最多兩名4歲以下而不佔座位的兒童乘客乘車，超額之4歲以下小童必須繳付小童車費乘車。 - 持有「九巴月票」之乘客在車票有效期內，每日可享最多10程任何九龍巴士及龍運巴士路線（包括本路線，以及聯營路線的九龍巴士／龍運巴士提供的班次；惟乘搭機場「A」及「NA」線則可享原價二七折優惠（不會計算每天10次合資格車程））；而B1線則每日可享最多各2程（不會計算每天10次合資格車程）。 - 九龍巴士、城巴、龍運巴士及陽光巴士全職員工及家屬（不包括外判職員）可免費乘搭本路線，惟必須拍職員或職員家屬八達通。 - 乘客亦可透過多元化電子支付系統（e度嘟）繳付車資，包括使用非接觸式VISA卡、JCB卡、萬事達卡、銀聯卡、美國運通、大來國際、Discover Card、Apple Pay、Google Pay、Samsung Pay、AlipayHK「易乘碼」、支付寶、WeChatHK／微信支付「搭車碼」、銀聯雲閃付「乘車碼」及BOC Pay「乘車碼」。乘客使用此付款方式，使用此支付方式的乘客可享有中途下車之分段收費，以及與其他九巴／龍運獨營路線或聯營線九巴／龍運班次之轉乘優惠，惟不適用於與非九巴／龍運路線之轉乘優惠，亦不能享有「公共交通費用補貼計劃」及「長者及合資格殘疾人士公共交通票價優惠計劃」。 |

### 八達通轉乘優惠
乘客登上本線後150分鐘內以同一張八達通卡轉乘以下路線，或從以下路線登車後150分鐘內以同一張八達通卡轉乘本線，次程可獲車資折扣優惠：
36M←→40，次程可獲$4.2折扣優惠
- 36M往葵芳站 → 40往麗港城
- 40往荃灣 → 36M往梨木樹

235往安蔭 → 36M往梨木樹，次程車資全免
36M←→A31，次程可獲$1折扣優惠
- 36M往葵芳站 → A31往機場
- A31往荃灣西站 → 36M往梨木樹

## 使用車輛
現時用車為6輛富豪B9TL 12米（AVBWU）及Enviro500 MMC 12米（ATENU），均屬荔枝角車廠。
| 車隊編號 | 車牌   |
| -------- | ------ |
| AVBWU345 | SX4284 |
| AVBWU346 | SY8641 |
| AVBWU349 | SY9362 |
| AVBWU354 | SY9994 |
| AVBWU370 | TA7853 |
| AVBWU415 | TM3362 |

## 行車路線

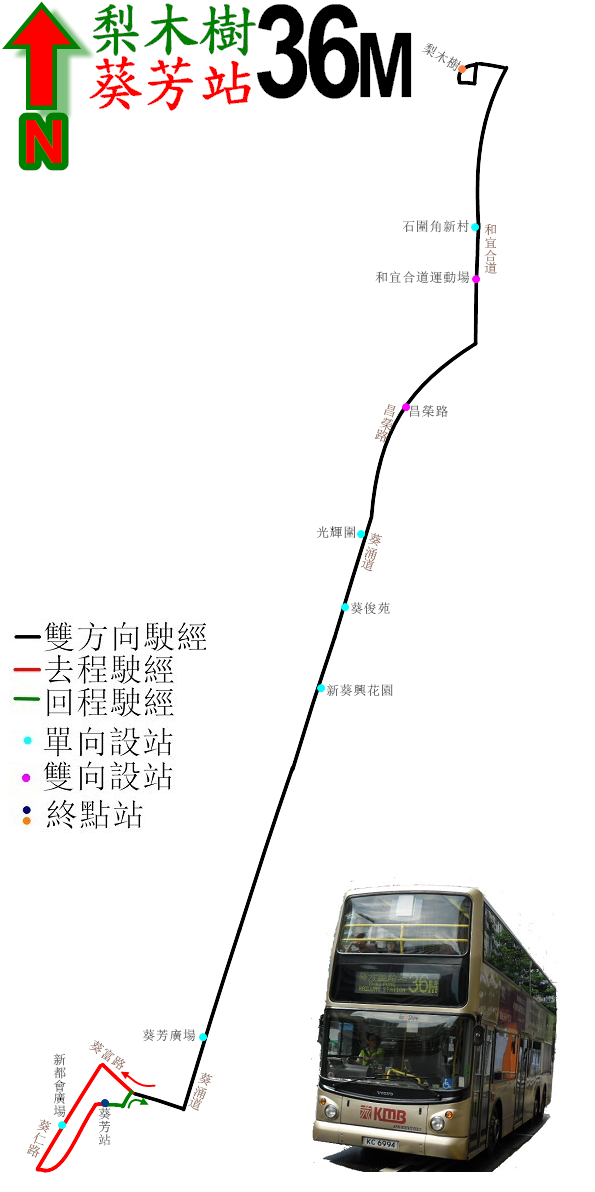
36M線的走線圖

梨木樹開經：和宜合道、昌榮路、昌榮路迴旋處、葵涌道、葵富路、葵仁路及葵義路。
葵芳站開途：葵義路、葵富路、葵涌道、昌榮路迴旋處、昌榮路及和宜合道。

### 沿線車站
| 梨木樹開 | 梨木樹開       | 梨木樹開             | 葵芳站開 | 葵芳站開       | 葵芳站開             |
| 序號     | 車站名稱       | 位置                 | 序號     | 車站名稱       | 位置                 |
| -------- | -------------- | -------------------- | -------- | -------------- | -------------------- |
| 1        | 梨木樹巴士總站 | 梨木樹公共運輸交匯處 | 1        | 葵芳站巴士總站 | 葵芳站公共運輸交匯處 |
| 2        | 和宜合道運動場 | 和宜合道             | 2        | 葵芳廣場       | 葵涌道               |
| 3        | 昌榮路         | 昌榮路               | 3        | 光輝圍         | 葵涌道               |
| 4        | 葵俊苑         | 葵涌道               | 4        | 昌榮路         | 昌榮路               |
| 5        | 新葵興花園     | 葵涌道               | 5        | 和宜合道運動場 | 和宜合道             |
| 6        | 新都會廣場     | 葵仁路               | 6        | 石圍角新村     | 和宜合道             |
| 7        | 葵芳站巴士總站 | 葵芳站公共運輸交匯處 | 7        | 梨木樹巴士總站 | 梨木樹公共運輸交匯處 |

## 外部連結
- 九巴36M線－九龍巴士 （页面存档备份，存于）
- 九巴36M線－i-busnet.com （页面存档备份，存于）
- 九巴36M線－681巴士總站 （页面存档备份，存于）